# Бедония
Бедония (итал. Bedonia) —  коммуна в Италии, располагается в регионе Эмилия-Романья, подчиняется административному центру Парма.
Население составляет 3810 человек, плотность населения составляет 23 чел./км². Занимает площадь 167 км². Почтовый индекс — 43041. Телефонный код — 0525.
Покровителем коммуны почитается святой Антонин из Пьяченцы.